# 一级行政区
一级行政区是指在主权国家领土内直接受中央政府直轄或獨立的区域政权全权管辖的最高行政区划，属于相对概念。
在中華人民共和國，直属中央政府管辖之国家一级行政区有時称为「省级行政区」。而世界各地由對一級行政區則有不同的稱呼和漢語翻譯，於多個独立政治实体合併而成的联邦制国家則有不同的名稱，例如部分政区加入美國变成成员国後，被稱為「州」。而根據不同的法律規定，各政治主體也有其自訂的名稱，例如俄羅斯境內的「共和國」、「邊疆區」等。
以下所列为世界各国直属中央政府管辖的国家一级行政区汉语译名和英文名称。

## 按国家地区排列

### 亚洲
| 東亞（6）              | 東亞（6）                                                      | 東亞（6）                      |
| ---------------------- | -------------------------------------------------------------- | ------------------------------ |
| 日本                   | 都、道、府、縣                                                 | 日本行政區劃                   |
| 蒙古国                 | 省（）、首都（нийслэл）                                               | 蒙古国行政区划                 |
| 中华人民共和国         | 特别行政区、省、自治区、直辖市                                 | 中华人民共和国行政区划         |
| 朝鮮民主主義人民共和國 | 直辖市（）、特别市（특별시）、道（도）                                 | 朝鲜民主主义人民共和国行政区划 |
| 大韓民國               | 特别市（특별시）、廣域市（광역시）、特別自治市（특별자치시）、道（도）、特別自治道（특별자치도） | 韩国行政区划                   |
| 中華民國（臺灣）       | 直轄市、省（已虛級化）                                         | 中華民國行政區劃               |
| 東南亞（10）           |                                                                |                                |
|                        | 區（daerah）                                                         | 文莱行政区划                   |
| 印度尼西亞             | 省（）、直辖市（）                                             | 印度尼西亚行政区划             |
| 柬埔寨                 | 省（）、直辖市（）                                             | 柬埔寨行政区划                 |
|                        | 省（ແຂວງ）、直辖市（）                                             | 老挝行政区划                   |
| 马来西亚               | 州（）、聯邦直轄區（）                                         | 马来西亚行政区划               |
| 緬甸                   | 邦（）、省（）、聯邦特區（）                                   | 缅甸行政区划                   |
| 菲律賓                 | 大區（region/rehiyon）／省（lalawigan/province）               | 菲律賓政區                     |
| 新加坡                 | 社区发展理事会（）                                             | 新加坡行政区划                 |
| 泰國                   | 府（）、直辖市（）                                             | 泰國行政區劃                   |
| 东帝汶                 | 縣（distritu）                                                 | 东帝汶行政区划                 |
| 越南                   | 省（）、直辖市（）                                             | 越南行政区划                   |
| 中亞（5）              |                                                                |                                |
|                        | 州（）、直辖市（）                                             | 哈萨克斯坦行政区划             |
|                        | 州（）、直辖市（）                                             | 吉尔吉斯斯坦行政区划           |
|                        | 州（）、自治州（）、國家直轄區（）                             | 塔吉克斯坦行政区划             |
|                        | 州（welaýat）、直辖市（şäheri）                                | 土库曼斯坦行政区划             |
|                        | 州（viloyat）、共和國（respublikasi）、直辖市（shahri）        | 乌兹别克斯坦行政区划           |
| 南亞（8）              |                                                                |                                |
| 阿富汗                 | 省（ولايت）                                                    | 阿富汗行政區劃                 |
|                        | 區（বিভাগ）                                                      | 孟加拉国行政区划               |
| 不丹                   | 宗（རྫོ་ཁག།）                                                    | 不丹行政区划                   |
| 印度                   | 邦（state）、中央直辖区（Union Territory）                     | 印度行政区划                   |
| 斯里蘭卡               | 省（පළාත, மாகாணம்）                                                | 斯里兰卡行政区划               |
| 馬爾地夫               | 省                                                             | 马尔代夫行政区划               |
| 尼泊尔                 | 專區（अञ्चल）                                                   | 尼泊尔行政区划                 |
| 巴基斯坦               | 省、地區                                                       | 巴基斯坦行政区划               |
| 西亞（19）             |                                                                |                                |
| 阿联酋                 | 各酋長國(إمارات دولة الإمارات العربية المتحدة)                 | 阿联酋行政区划                 |
| 亞美尼亞               | 省（մարզ）                                                     | 亞美尼亞行政區劃               |
|                        | 區（rayon）、市（şəhər）、自治共和國（muxtar respublika）      | 阿塞拜疆行政区划               |
| 巴林                   |                                                                | 巴林行政区划                   |
| 賽普勒斯               | 區（ / ）                                                      | 塞浦路斯行政區劃               |
|                        | 自治共和國（ავტონომიური რესპუბლიკა）、區（მხარე）              | 格鲁吉亚行政区划               |
| 伊朗                   | 省（استان）                                                    | 伊朗行政区划                   |
| 伊拉克                 | 省（المحافظا）                                                 | 伊拉克行政区划                 |
| 以色列                 | 區（מחוזות）                                                   | 以色列行政区划                 |
| 约旦                   |                                                                | 约旦行政区划                   |
| 科威特                 |                                                                | 科威特行政区划                 |
| 黎巴嫩                 |                                                                | 黎巴嫩行政区划                 |
| 阿曼                   |                                                                | 阿曼行政区划                   |
| 巴勒斯坦               |                                                                | 巴勒斯坦行政区划               |
|                        |                                                                | 卡塔尔行政区划                 |
| 沙烏地阿拉伯           |                                                                | 沙特阿拉伯行政区划             |
| 叙利亚                 |                                                                | 叙利亚行政区划                 |
| 土耳其                 |                                                                | 土耳其行政区划                 |
| 葉門                   |                                                                | 也门行政区划                   |

## 按国名漢語拼音排列
国名按照中国大陆官方汉译名称，以汉语拼音升序排列。

### A
- 阿尔巴尼亚：省（Qarku）
- 阿尔及利亚：省（wilaya）
- 阿富汗：省（Velayat）
- 阿根廷：省（provincia）
- 阿联酋：酋长国
- 阿曼：省（Governorate）
- 衣索比亞（埃塞俄比亚）：州（Kilil）
- ：区（rayon）、区级市
- 埃及：省
- 爱沙尼亚：县（maakonnad）
- 爱尔兰：郡（County）、郡级市（City）
- 安道尔：教区（Parish）
- 奥地利：州（Bundesland）
- 安地卡及巴布達：教區（Parish）
- 安哥拉：省（Province）
- ：州（state）、自治地区（territory）

### B
- ：省、自治省
- 巴哈马：岛组（Islands）
- 巴拉圭：省一个特别区
- 巴勒斯坦：省
- 巴拿马：省
- 巴林：区（Region）、市
- 巴基斯坦：省、联邦直辖部落、联邦首都特区（伊斯兰马巴德）
- 白俄羅斯：州（voblasc）、市（Область/voblasts）
- 巴西：州（estado）、1个联邦区（巴西利亚联邦区）
- ：省
- 保加利亚：州（Okrǔg）、首都索非亚
- 比利时：省（province）
- 秘魯：省（Department）下分州（Provincia）
- 冰島：区（landsvæðun）
- ：省（Province）
- 布吉納法索：省
- ：一级行政区（District）
- 不丹：4个行政区下辖20个宗、县
- 玻利维亚：省（departamento）
- ：分為波赫聯邦、塞族共和國和布爾奇科特區三個政治實體
- ：区（District）
- 波蘭：省（Wojewodztwo）

### C
- ：道／特别市
- 赤道几内亚：省（Province）

### D
- 丹麦：郡（amter）、直辖市（amtskomunes）、广域市（Regionskommune）
- 德国：邦（Länder）
- 多哥：区（Région）下分省（Préfecture）
- ：省
- 东帝汶：县

### E
- ：省
- 俄羅斯：联邦管区、联邦主体（联邦直辖市、共和国、州、自治州、自治区、边疆区）
- ：省（Province）

### F
- 法國：大区（région）
- 斐济：区／下辖直辖市、行政大区和斐族省
- 菲律賓：大区（region）
- ：区（division）
- ：县（concelhos）
- 芬兰：行政区（ / ）

### G
- 刚果共和国：区（Région）、直辖市
- 刚果民主共和国：省（Province）、直辖市
- 哥伦比亚：省（departamento）
- ：省（provincia）
- 格瑞那達：教区和卡里亚库
- ：自治共和国（Avtonomous Republic）、直辖市、州
- 古巴：省（provincia）、1个特区（municipio especial）
- ：行政区

### H
- ：州（oblysy）、直辖市（qala）
- 海地：省（Département）下设（Commune）
- ：省（departamento）
- 荷蘭：構成國（landen）
- ：道、特别市、广域市

### J
- ：区、吉布提市
- ：州（Oblasty）、直辖市
- 基里巴斯：岛组（island group）
- 几内亚：大区（Gouvernorat）、首都
- ：省（Province）、比绍自治县
- ：地区（Region）
- 加拿大：省（Provinces）、地区（Territories/Territoires）
- 加彭：省
- 柬埔寨：省／直辖市
- 捷克：州（kraj）、首都直辖市（hlavní město）
- 辛巴威：省（Province）

### K
- 喀麦隆：省（Province）
- ：市（Municipality）
- （科摩罗群岛）：省
- ：大区（Région下辖省（Département）
- 科威特：省（Muhafazat）
- ：县（županija／复数为županije）、1市
- ：省、1个省级特区

### L
- 拉脫維亞：区（apriņķis）、区级市（lielpilsētas）
- 賴索托：区（district）
- ：省（Khouèng）、直辖市（Kamphèng Nakhon）、行政特区（Khétphisét）
- 利比亞：区（1990年代开始，阿拉伯语音：sha'biyah，英语：municipality）
1970年代早期至1990年代，汉译：省（阿拉伯语音：Baladiyat）；1960年代至1970年代，汉译：州（阿拉伯语音：muhafazah，英语：governorate）
- 利比里亚：县（County）
- 黎巴嫩：省（Muhafazan）
- 立陶宛：县（county）
- 列支敦斯登：市镇（municipality）
- 盧森堡：区（district）
- 卢旺达：省（intara）
- 羅馬尼亞：县（judet／复数judete，英语：County），直辖市（municipiu）

### M
- 马来西亚：13個州（Negeri）、3個聯邦直轄區（Wilayah Persekutuan）
- 緬甸：7省（Region）、7邦（State）1聯邦區（Naypyidaw Union Territory）
- 摩納哥：區（Ward）
- 莫桑比克：10个省（Província ）、1个市
- 墨西哥：32个州（Estados）

### N
- 奈及利亞（尼日利亚）：州（State)
- 南非：省

### P
- 葡萄牙：區（Distrito）、郡（Concelho）、堂區（Freguesia）

### R
- 日本：都道府縣
- 瑞典：省（län）
- 瑞士：州

### S
- 薩爾瓦多：省（Departamentos）
- 沙烏地阿拉伯：省（mintaqah）
- 塞内加尔：区（régions）
- 苏丹：州

### T
- 土耳其：省（iller）
- ：環礁

### W
- 委內瑞拉：州
- 乌克兰：
  - 法律上：1個自治共和國、2個直轄市和24個州
  - 实际上：2直轄市、24州，1特殊地區（當中克里米亞自治共和國和直轄市塞瓦斯托波爾被俄羅斯控制）
- 乌拉圭：省（Department）

### X
- 西班牙：自治区（Comunidad Autónoma）
- 希腊：大区（Region）
- 匈牙利：州（Megye/County）、首都布达佩斯
- 新加坡：五个社区发展理事会
- 新西兰：12个大区（Region）
- 叙利亚：省（Muhafazat）、首都大马士革

### Y
- 牙买加：区（Parish）
- 亞美尼亞：州（marz）、首都埃里温
- 葉門：省（Muhafazat）、首都萨那
- 義大利：区（regione）
- 伊拉克：省
- 伊朗：省
- 以色列：区（district/mehoz）
- 印度：28个邦（Pradesh）、6个中央直辖区、1国家首都辖区
- 印度尼西亞：省、大雅加达首都特区（Daerah Khusus Ibukota）、日惹特区（Nanggroe Aceh Darussalam）、亚齐特区（Nanggroe Aceh Darussalam）
- 英国：划分为英格兰、威尔士、苏格兰和北爱尔兰4部分
- 越南：58省（tỉnh）5直辖市（thành phố trực thuộc trung ương）
- 约旦：省（Muhafazat）

### Z
- 尚比亞：省（province）
- ：大区（Region）
- 智利：大区（Región）
- 中非：省（Prefecture）、首都班吉直辖市
- 中华人民共和国：省、直轄市、自治區、特別行政區